# Geta (kejsare)
Geta, Publius Septimius Geta, född 7 mars 189 i Rom, död 19 december 211 i Rom, var romersk kejsare från den 4 februari till den 26 december 211, tillsammans med sin bror Caracalla. Geta var son till Septimius Severus och Julia Domna.

## Biografi
Efter fadern Septimius Severus död i februari 211 kom de båda bröderna Caracalla och Geta att dela kejsarvärdigheten. Inom kort uppstod dock meningsskiljaktigheter mellan dem och de skall ha tvistat om de flesta politiska och administrativa beslut.
Caracalla avskydde sin bror Geta och fruktade att denne skulle kunna få senaten på sin sida och utmanövrera honom. Fiendskapen mellan bröderna intensifierades, och modern Julia Domna försökte medla. Caracalla råddes att röja Geta ur vägen och i slutet av år 211 låtsades han att vilja försonas med sin bror. När de skulle träffas i moderns bostad, stack ett flertal centurioner ner Geta, som avled i sin moders famn.
Caracalla rättfärdigade mordet på Geta genom att påstå att denne hade konspirerat mot honom. Han beordrade att Geta skulle drabbas av damnatio memoriae, det vill säga att samtliga minnesmärken efter Geta skulle förstöras. På bland annat Septimius Severus-bågen på Forum Romanum raderades Getas namn. Dock kan man än i dag ana bokstäverna i Getas namn.
I slutet av 210-talet restaurerade kejsar Heliogabalus Getas rykte och placerade hans kvarlevor i Hadrianus mausoleum, nuvarande Castel Sant'Angelo.

## Bilder
| - Den unge Geta. - Denarius med Getas porträtt. - Geta dör i sin mors armar. Målning av Jacques Augustin Pajou. - Relief på Arco degli Argentari som visar Caracalla. Geta har blivit utraderad. |